# İstanbul Cup 2010
İstanbul Cup 2010 - жіночий тенісний турнір, що проходив на відкритих кортах з твердим покриттям. Це був 6-й за ліком Istanbul Cup. Належав до турнірів International у рамках Туру WTA 2010. Відбувся в Стамбулі (Туреччина). Тривав з 26 липня до 1 серпня 2010 року. Анастасія Павлюченкова здобула титул в одиночному розряді.

## Учасниці

### Сіяні учасниці
| Гравчиня               | Країна    | Рейтинг* | Посіяна |
| ---------------------- | --------- | -------- | ------- |
| Франческа Ск'явоне     | Італія    | 8        | 1       |
| Петра Квітова          | Чехія     | 30       | 2       |
| Анастасія Павлюченкова | Росія     | 31       | 3       |
| Ярослава Шведова       | Казахстан | 32       | 4       |
| Цветана Піронкова      | Болгарія  | 34       | 5       |
| Андреа Петкович        | Німеччина | 36       | 6       |
| Клара Закопалова       | Чехія     | 46       | 7       |
| Патті Шнідер           | Швейцарія | 51       | 8       |

- Рейтинг подано станом на 19 липня 2010.

### Інші учасниці
Нижче подано учасниць, що отримали вайлд-кард на вихід в основну сітку
- Чагла Бююкакчай
- Башак Ерайдин
- Пемра Озген

Нижче наведено гравчинь, які пробились в основну сітку через стадію кваліфікації:
- Марта Домаховська
- Бояна Йовановські
- Катерина Макарова
- Юлія Шруфф

## Фінальна частина

### Одиночний розряд
Анастасія Павлюченкова —  Олена Весніна, 5–7, 7–5, 6–4
- Для Павлюченкової це був другий титул за сезон і за кар'єру.

### Парний розряд
Елені Даніліду /  Ясмін Вер —  Марія Кондратьєва /  Владіміра Угліржова, 6–4, 1–6, [11–9]